# المادة 15 من دستور سنغافورة

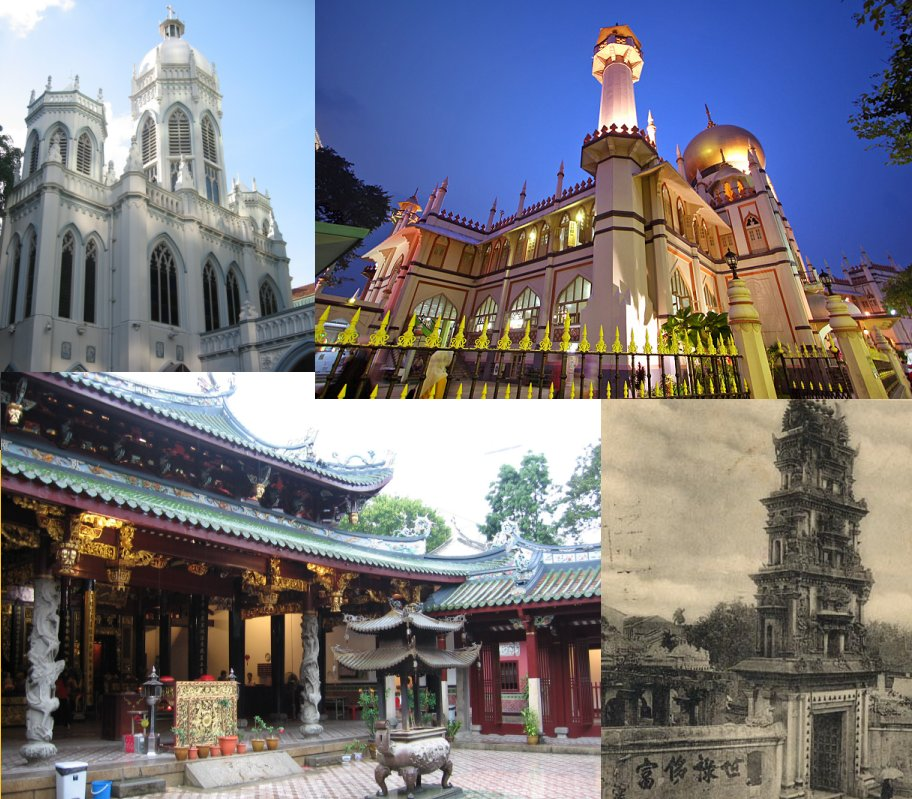

المادة 15 من دستور سنغافورة هو قانون يضمن حرية الاعتقاد في سنغافورة. أو بعبارة أدق تنص المادة 15(1) أن: «كل فرد له الحق في اعتناق دينه أو معتقده الخاص، وله الحق كذلك في ممارسته و نشره».
ولكن المصطلحات المذكورة في نص القانون (اعتناق، وممارسة، نشر) ليس لها تعريف محدد في الدستور، بل تستمد معناها من القوانين الأخرى أو من الأحكام السالفة في بعض القضايا في سنغافورة. فقد عُرّف المصطلح «اعتناق» في قضية غير متعلقة بالدستور بأنه «إقرار الفرد بمعتقد ما، أو المجاهرة بالإيمان به أو اتّباعه». ولمح قرار أحد المحاكم الماليزية في عام 2001 ضمنيًا إلى أن مفهوم اعتناق الأديان لا يشمل إنكار دين معين أو إتخاذ وجهة نظر لادينية.  أما فيما يتعلق بمصطلح «نشر الدين» فقد أكدت المحكمة العليا في الهند أنه يحق للفرد أن يروج لدينه أو أن ينشره عن طريق الإعلان عن تعاليمه، ولكن لا يمتلك أحد الحق في جعل شخص آخر ينقلب من معتقدات دينه الأصلية إلى دين آخر. ولكن لم يرد ذكر تلك القضايا في المحاكم السنغافورية للتأكيد. وعلى الجانب الآخر حاولت محكمة النقض السنغافورية في عام 1999 أن تضع خطًا فاصلًا بين حرية ممارسة الأديان والحقائق العلمانية، ووضحت أنه يجب وضع فاصل بين الدين وبعض الأمور الآخرى التي تخص الولاء للوطن مثل النشيد القومي وقسم الولاء. ولذلك لا تُعد القواعد التي تجبر المدرسين على المشاركة في تلك الأنشطة خرقًا لحرية ممارسة العقيدة على سبيل المثال.
وحرية الاعتقاد بموجب المادة 15(1) ليست مطلقة حيث أنها مُقيدة بموجب المادة 16(4) التي تشترط أن الحقوق المذكورة في المادة 15 لا تعطي الإذن للأفعال التي تخالف أي من القوانين العامة المتعلقة بالنظام العام أو بالصحة العامة أو بالأخلاق. وتلك القيود المفروضة على حرية الاعتقاد هي من أحد الجوانب الهامة لعلمانية سنغافورة. وفسرت المحاكم السنغافورية مصطلح النظام العام بأنه يكافئ مفاهيم «السلام العام والرفاهية وحسن النظام» المشار إليها في الباب 24(1)(a) من قانون المجتمعات، وذلك عوضًا عن الأخذ بالرأي القائل أن النظام العام يعني خلو المجتمع من العنف الجسدي غير المصرح به. ومن جانب آخر انتقد بعض الأكاديميين حقيقة أن المحاكم لا تطبق أي نوع من اختبارات الموازنة التي تحدد ما إذا كانت حُرية الاعتقاد مقيدة بشكل عقلاني أم لا. بل أن المحاكم قد أحالت الأمور إلى الحكومة في القضايا التي تتعلق بالأمن الوطني. ولا يوجد تعريف واضح حتى الآن للمصطلحات: «الصحة العامة» و«الأخلاق» المذكورة في المادة 15(4).

## نص المادة 15
المادة 15 من دستور جمهورية سنغافورة بعنوان «حرية الاعتقاد» تنص على آن:
«15.– (1) كل فرد له الحق في اعتناق دينه أو معتقده الخاص، وله الحق كذلك في ممارسته ونشره.
(2) لا يجوز أن يُلزم أي شخص بدفع أي ضرائب تصب بشكل كلي أو جزئي في مصلحة ديانة آخرها غير ديانته.

(3) يحق لأي منظمة دينية أن:
           (a) تدير شئونها الدينية بنفسها.
           (b) تنشئ مؤسساتها الخاصة لأغراض دينية أو خيرية ولها الحق في الاحتفاظ بها وصيانتها.

           (c) تحصل على ممتلكاتها الخاصة وأن تحتفظ بها وأن تديرها بالطرق المشروعة وفقًا للقانون.
(4) ولا تسمح تلك المادة إطلاقًا بأي فعل يخالف أي من القوانين العامة المتعلقة بالنظام العام أو بالصحة العامة وبالأخلاق.»
وفي القضية المعروفة بـ«نابالي بيتر ويليام ضد معهد التعليم الفني» أكدت محكمة النقض أن الدستور يتبنى المبدأ المعروف بالعلمانية التكيفية عن طريق نزع جميع القيود التي تحد من حرية الفرد في اختيار معتقده الديني.
وقد كُتبت المادة 15(1) في ضوء المادة 11(1) من دستور ماليزيا التي تبنتها دولة سنغافورة عقب استقلالها من ماليزيا في عام 1965. وتنص تلك المادة الأخيرة على أنه: «يحق لكل فرد أن يعتنق دينه أو معتقده الخاص، وله الحق كذلك في ممارسته وفي الترويج له بما يتماشى مع البند رقم (4)». وتتشابه المادة 15(1) كذلك مع المادة 25(1) من الدستور الهندي التي تنص على: «يتساوى جميع الأفراد في حقهم في حرية الاعتقاد وحق اعتناق المعتقدات الدينية وممارستها ونشرها بحُرية بما يتماشى مع النظام العام والصحة والأخلاق والبنود ألأخرى المذكورة في هذا الجزء.»

## القيود المفروضة على حرية الاعتقاد
طبقًا للمادة 15(4) من الدستور يمكن تقييد حرية الفرد في الاعتقاد بموجب القوانين العامة المتعلقة بالنظام العام أو الصحة العامة أو الأخلاق. ولا يوجد تعريف واضح للنظام العام في الدستور ولكن من المحتمل أنه يشير إلى القوانين التي تنتطبق على جميع الأشخاص أو على الأماكن التي تنتمي إلى فئة معينة.
وتنعكس قيود حرية الاعتقاد على علمانية سنغافورة. ورغم أن الدستور لا يعلن بشكل صريح عن سيادة مذهب العلمانية إلا أن تقرير المفوضية الدستورية لعام 1966 وصف سنغافورة بأنها دولة ديمقراطية علمانية. ويتشابه مذهب العلمانية في سنغافورة مع علمانية فرنسا في أن كلى المذهبين يسعيان إلى «حماية الدولة من الدين». ولكن على خلاف سنغافورة فإن مبدأ علمانية فرنسا مُعلن بصفة صريحة في الدستور الفرنسي. وعلمانية الدولة لا تعني أن حكومة سنغافورة ترفض الدين، بل تزعم الحكومة أنها تطبق ما يُعرف بـ«العلمانية التكيفية».
وقد تعرض تشبث الحكومة بالعلمانية إلى النقد حيث أن مبادئ العلمانية غير المكتوبة قد تطغى على الحماية الدستورية التي تتمتع بها حرية الاعتقاد. فعلى سبيل المثال نجمت حادثة مثيرة للجدل في عام 2002 عندما أُوقفت أربعة طالبات مسلمات من مدرستهن عندما أصر آباؤهن أن يرتدين الحجاب الإسلامي في المدارس الحكومية. وتمنح الفقرة 61 من قانون التعليم سلطة تنظيم المدارس إلى وزير التعليم الذي منع الطلاب من ارتداء أي ثياب لا تلائم الزي الرسمي الموحد للمدارس. ويرى آباء هؤلاء الفتيات أن سياسة وزارة التعليم لا تتماشى مع الدستور لأنها تخالف حرية الفتيات في الاعتقاد بموجب المادة 15(1). ورغم أن هؤلاء الآباء لم يلجأوا إلى رفع دعوى ضد الوزارة إلا أن تلك الحادثة توضح مدى صعوبة التوفيق بين العلمانية وحرية الاعتقاد في سنغافورة.

## النظام العام
لا يوجد تعريف محدد للنظام العام في الدستور ولكن تم إقحامه في سلسلة من القضايا المتعلقة بمجتمع شهود يهوه في سنغافورة.
ففي قضية تشان يانج كولين ضد المدعي العام (1994) قام وزير الشئون الداخلية بشطب شهود يهوه من قائمة المنظمات الدينية المصرحة بها بواسطة الأمر رقم 179/1972 في إطار الفقرة 24(1)(a) من قانون المجتمعات. ويسمح هذا البند بتفكيك المنظمات المسجلة التي تشكل خطرًا على السلام العام أو الرفاهية أو حسن النظام. كما أصدر الوزير الأمر رقم 123/1972 و405/1994 في إطار الفقرة 3(1) من قانون المنشورات المُبغضة، وعليه تُحظر منظمة « Watch Tower Bible and Tract Society of Pennsylvania» من نشر أي منشورات متعلقة بشهود يهوه. وأُدين مقدمي الاستئناف في محكمة الدولة بتهمة حيازة منشورات محظورة. وقدم هؤلاء طلب استئناف للحكم وحاولوا التشكيك في دستورية قرار الحظر الذي أصدره الوزير وقرار إلغاء تسجيل شهود يهوه، واحتجوا بأن الوزير انتهك حقهم في حرية الاعتقاد المكفول بواسطة المادة 15(1) من الدستور.

وقال المستشار القانوني الخاص بالمتهمين أن شهود يهوه في سنغافورة ليسوا سوى جماعة صغيرة مسالمة، ولا توجد أدلة أن أنشطتهم تخالف النظام العام بأي شكل. واستعان بالقضية الماليزية السالفة «تان بون ليات ضد مينتيري هال إيوال نيجيري» التي نظرت في أمر مفهوم النظام العام في سياق الفقرة 4(1) من قانون الطوارئ (النظام العام ومنع الجريمة):
«إن خرق النظام العام لا يُعرف بأي طريقة أخرى سوى أنه يتضمن تعريض حياة الإنسان وسلامته للخطر وتعكير الهدوء العام.... والطريقة التي نحدد بها إذا ما كان الفعل يتضارب مع القانون والنظام أو مع النظام العام هو كالآتي: هل يؤدي هذا الفعل إلى تشويش تيار حياة المجتمع لدرجة أنه يعكر النظام العام أم أنه يؤثر فقط على بعض الأفراد مما لا يتسبب في أي تشويش على الهدوء المجتمعي؟»
ولكن رئيس القضاة يونج باو هاو رفض تلك الطريقة في صياغة مفهوم النظام العام. فقد أوضح أن سنغافورة تتبنى سياسة الخدمة العسكرية الإلزامية التي تُعرف بالخدمة القومية، وأن الوزير يرى أن استمرار وجود مجتمع شهود يهوه في سنغافورة (الذي يعتنق الرأي القائل بأن الخدمة العسكرية مُحرمة) هو أمر يخالف السلام العام والرفاهية وحسن النظام. ولذلك يرى الوزير أن شهود يهوه يشكلون خطرًا على الأمن القومي وبالتالي ليس للمحكمة أن تتخذ رأيًا آخر. وأكد القاضي أن حرية الاعتقاد ليس مطلقة، فهي تخضع لقيود مذكورة في المادة 15(4). ولذلك يجب أن يتوائم الحق في حرية الاعتقاد مع «حق الدولة في توظيف القوى ذات السيادة في ضمان تحقيق السلام والأمان والحياة المنظمة، والتي سوف يؤدي غيابها إلى جعل تعهدات الدستور بحماية الحريات المدنية محض أضحوكة». وبناءً عليه رُفض طلب الاستئناف.